# Premio Nacional de Artes del Fuego de Venezuela
El Premio Nacional de Artes del Fuego de Venezuela fue un galardón anual entregado a artistas cuyo medio de expresión artística tuviese como centro la realización de piezas en vidrio, cerámica, esmalte sobre metal y orfebrería. Fue uno de los Premios Nacionales de Cultura y fue otorgado en la confrontación de los salones Nacionales de las Artes del fuego que se celebraron en la Galería Universitaria Braulio Salazar de la Universidad de Carabobo, Valencia, Venezuela.

## Galardonados
Se han concedido 40 galardones hasta la fecha.
- 1971 (1)
- 1974 Josefina Álvarez y Anabella Schaffer (2)
- 1975 Jorge Barreto (3)
- 1976 María Teresa Torras (4)
- 1977 Gisela Tello (5)
- 1978 Mérida Ochoa (6)
- 1979 Noemí Márquez (7)
- 1980 Lamis Feldman (8)
- 1981 Cándido Millán (9)
- 1983 Belén Parada (10)
- 1984 Carolina Boulton (11)
- 1985 María Pont (12)
- 1986 Alexis de la Sierra (13)
- 1987 José Gabriel González (14)
- 1988 Rosalía Solanes (15)
- 1989 Kellmis Fernández (16)
- 1990 Wolfgang Vegas (17)
- 1991 Renate Pozo (18)
- 1992 Augusto Lange (19)
- 1993 Omar Anzola (20)
- 1994 Víctor Rodríguez (21)
- 1995 Alicia Kelemem (22)
- 1996 Lourdes Silva (23)
- 1997 Mary Carmen Pérez (24)
- 1998 Naty Valle (25)
- 1999 María Teresa Trombetta (26)
- 2000 Domenica Aglialoro (27)
- 2001 Elsa Esté (28)
- 2002 Ramses Larzabal (29)
- 2003 Roger Sanguino (30)
- 2004 Laura Palazzi (31)
- 2005 Ana Mercedes Carvallo (32)
- 2006 Samanha Fung (33)
- 2007 Christian Gramcko (34)
- 2008 Yolanda Sucre (35)
- 2009 Isabel Cisneros (36)
- 2010 María Teresa Trombetta (37)
- 2011 Tatiana Tischenko (38)
- 2012 Adolfo Morales (39)
- 2013 Carola Karam y Josefina Núñez (40)